# Semaeopus preptocycla
Semaeopus preptocycla là một loài bướm đêm trong họ Geometridae.